# 约翰·卡斯特拉尼
约翰·路易斯·卡斯特拉尼（英語：John Louis Castellani，1926年8月23日—），美国前职业篮球和大学篮球教练。
卡斯特拉尼在多支大学篮球队担任过助理教练和主教练，其中最为著名的是1956年起执教西雅图大学篮球队，带领球队打入过1958年NCAA的四强，并且培养出了NBA传奇巨星埃尔金·贝勒。1956-57赛季他执教的西雅图大学酋长篮球队在联赛中打出18连胜，在联赛中取得23胜3负的佳绩。赛季中他派出了二年级的贝勒，在他的大学篮球首个赛季就打出了全NCAA最高的场均20.3个篮板和第三高的场均29.7分。
1959-60赛季，卡斯特拉尼曾执教明尼阿波利斯湖人队，执教成绩为11胜25负。
卡斯特拉尼完成了他的执教生涯后搬到了密尔沃基，进入密尔沃基马奎特大学 (Marquette)法学院学习。卡斯特拉尼现在是密尔沃基的律师，主营商业案件。
卡斯特拉尼终生未婚，篮球在生活中占有极大的份额，他每年要现场看50场以上的篮球，他也时常关注着密尔沃基雄鹿队和NCAA密尔沃基马奎特大学金鹰篮球队的比赛，他在雄鹿比赛时经常坐在场边雄鹿队老板参议院赫布·科尔的身后。